# O. Mahmoud Bidjanbek

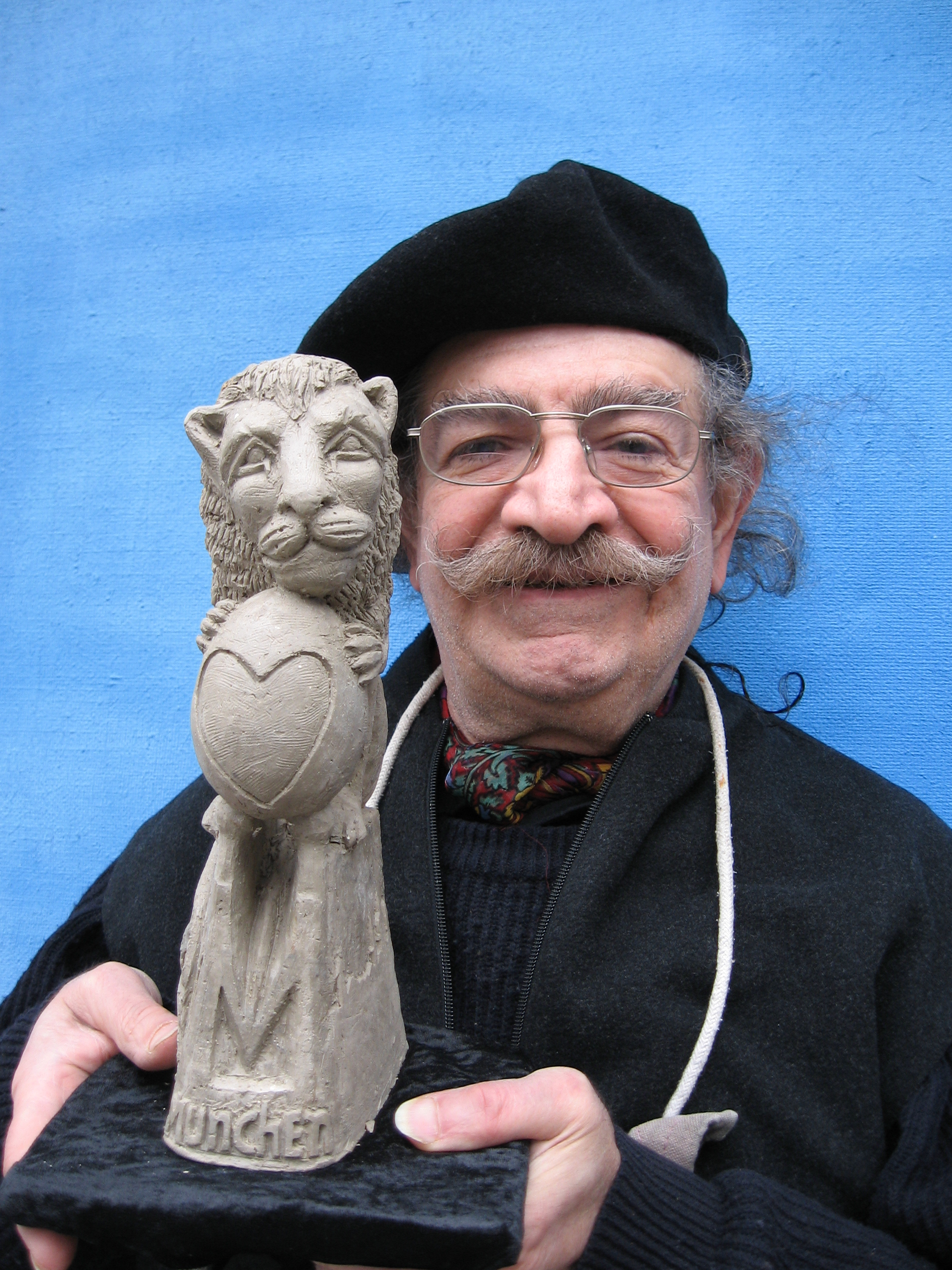
O. M. Bidjanbek mit dem Löwen für den Münchner Stadtgeburtstag

O. M. Bidjanbek (amtlich Mahmoud Bidjanbeg; * 1939 in Teheran) ist ein iranischer Bildhauer, der in München lebt, mit eigener Produzentengalerie, in der seine Arbeiten zu sehen sind.

## Leben und Werk
O[stād] Mahmoud Bidjanbek kam im Jahr 1961 aus dem Iran nach München. In den Jahren 1972 bis 1979 studierte er an der Akademie der Bildenden Künste München Bildhauerei in Verbindung mit Architektur als Meisterschüler bei Georg Brenninger

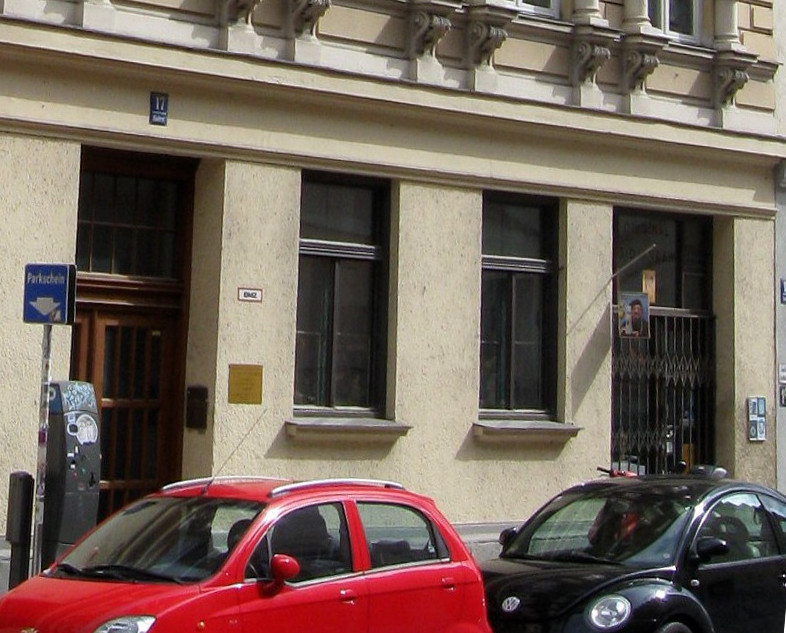
Bidjanbeks frühere Produzentengalerie in der Baaderstraße 17 (bis 2012)

Als einer der ersten Schwabinger Künstler zog er im Jahr 1974 ins Gärtnerplatzviertel und eröffnete eine Produzentengalerie in der Baaderstraße 17. Damals gab es keinen Markt und kaum Ausstellungsmöglichkeiten für junge Künstler. Seine Galerie war für viele jungen Künstler die erste Möglichkeit, sich einem Publikum zu präsentieren. In den Jahren 1979 bis 1982 war er ordentlicher Dozent (Ostād) für angewandte und dekorative Kunst an der Fakultät für Bildende Kunst, Musik und Architektur der Universität Teheran sowie Mitglied des iranischen Nationalkomitees der UNESCO.
Seine figurativen Arbeiten in Bronze, Stein und Terrakotta verbinden abstrakte und natürliche Elemente zu neuen ungewohnten Dimensionen. Der Mensch und seine Verhaltensweisen stehen bei der künstlerischen Arbeit von O.M. Bidjanbek im Mittelpunkt. Das klassische Naturstudium prägte seine Formensprache ebenso wie seine persische Herkunft. Abstrakte und natürliche Elemente bringt er auf ungewöhnliche Weise in seinen Arbeiten zusammen. In seinem einzigartigen symbolistischen, erzählerischen Stil hat er eine Vielzahl an Werken geschaffen.
Seit 2012 lebt und arbeitet er im Münchner Dreimühlenviertel, wo sich seine Galerie „Original von Bidjanbek“ seitdem in der Dreimühlenstraße 4 befindet. Er ist Mitglied im Berufsverband Bildender Künstler München und Oberbayern e.V. Anlässlich des 850. Geburtstags der Stadt München entwarf er einen „Geburtstaglöwen“ als „Geburtstagsgeschenk“ an die Stadt. Den Verkaufsgewinn für die Porzellanfiguren sowie für die limitierten zehn Bronzeskulpturen spendete er dem Beratungs- und Behandlungszentrum REFUGIO München.
Mahmoud Bidjanbeg ist Mitglied des SPD-Ortsverbands Isarvorstadt und für diesen Mitglied im Bezirksausschuss 2 Ludwigsvorstadt-Isarvorstadt, wo er im  Unterausschuss Planen und Bauen (UA PB) aktiv ist. Seine Frau ist ebenfalls für die SPD im Bezirksausschuss.

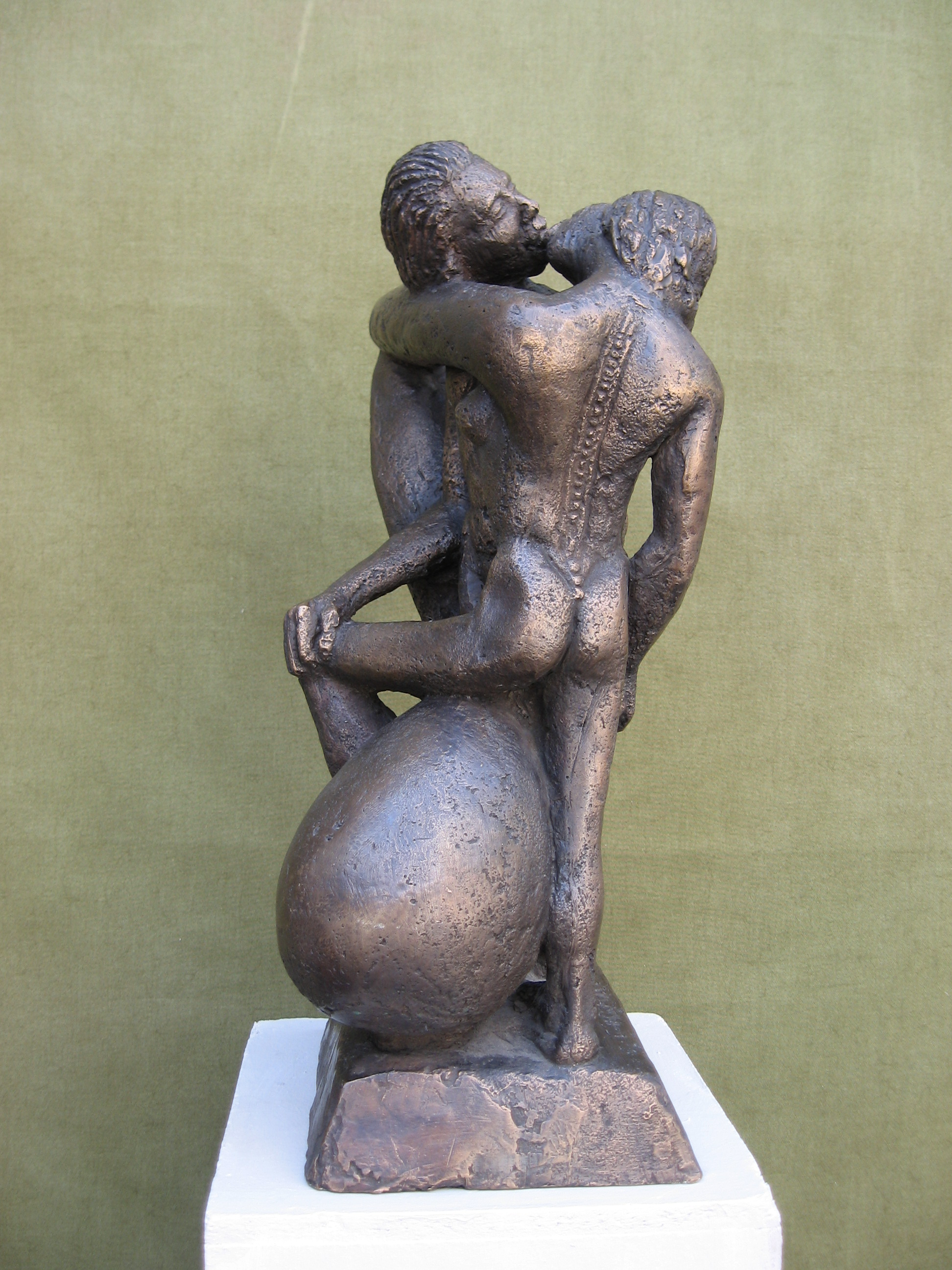
„Kuss / Kiss“, 2003, Bronze, 40 cm
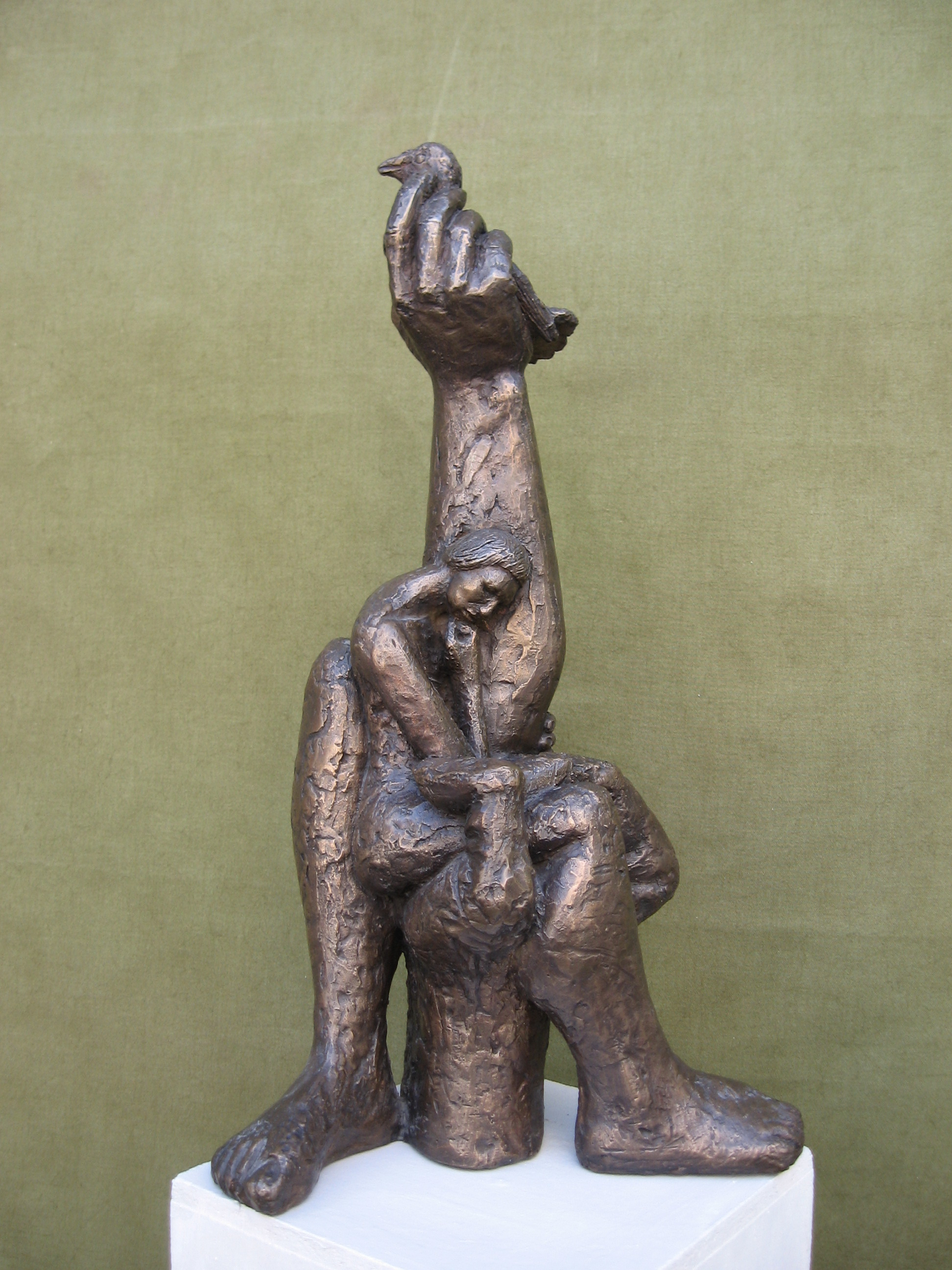
„Gedanken / Thoughts“, 1986, Bronze, 50 cm
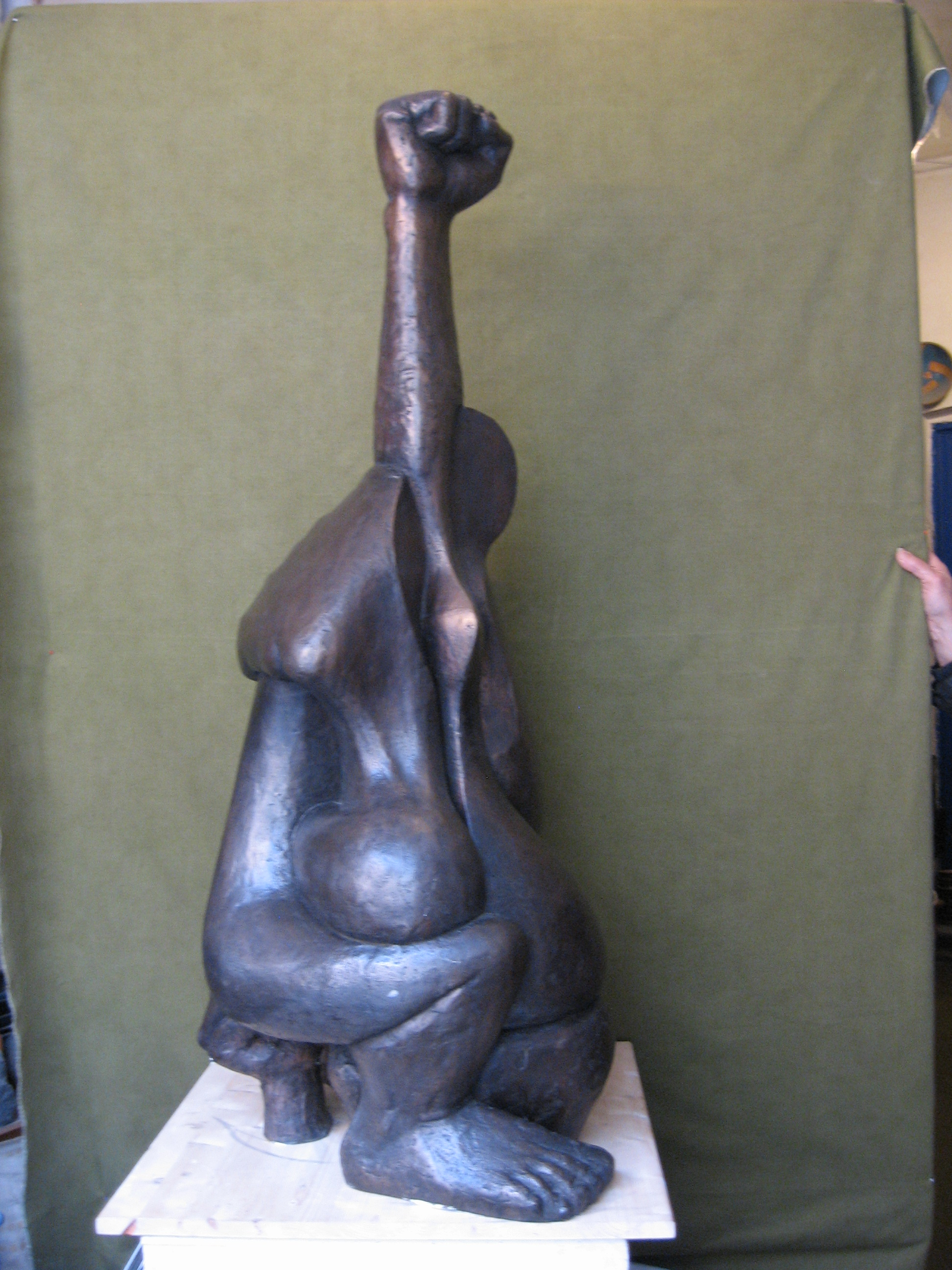
„Antrieb / Motion“, 2003, Bronze, 130 cm
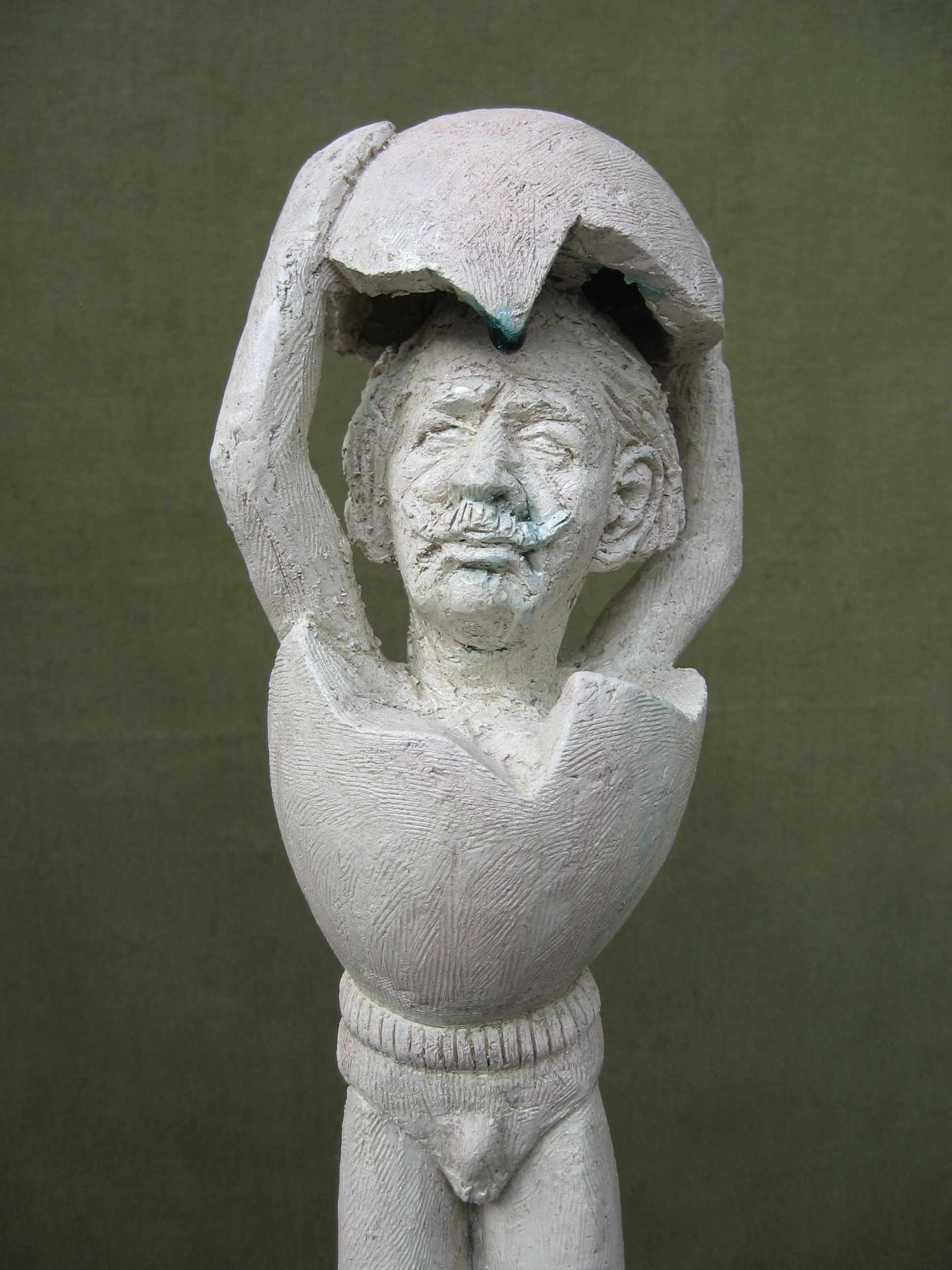
Ausschnitt aus „Ursprung-3 / Origin-3“, 2005, Terrakotta, 70 cm

## Ausstellungen
- 1975: Kunstsalon der Freien Münchner und Deutschen Künstlerschaft, Haus der Kunst, München
- 1976: Kunstsalon der Freien Münchner und Deutschen Künstlerschaft, Haus der Kunst, München
- 1977: Bayerische Versicherungskammer, München, Künstlergruppe Roter Reiter
- 1977: Freien Münchner und Deutschen Künstlerschaft, Haus der Kunst, München
- 1978: Atelier „Klinzer“, München
- 1978: Galerie „Der blaue Kreis“, Bottrop, Künstlergruppe Roter Reiter
- 1979: Teheraner Museum für Zeitgenössische Kunst
- 1983: Ausstellung der Porträt-Büste „Pablo Neruda“ anlässlich des 10. Todestages von Pablo Neruda, Buchhandlung „Libresso“, München
- 1983: Juryfreie Weihnachtsausstellung, BBK München und Oberbayern[4]
- 1984: Bayerische Kunst unserer Tage, Künstlerhaus Wien
- 1984: Juryfreie Weihnachts-Verkaufs-Ausstellung, BBK München und Oberbayern[4]
- 1989: Juryfreie Weihnachts-Verkaufs-Ausstellung, BBK München und Oberbayern[4]
- 2008: „Iran“, Annahof, Augsburg
- 2009: „O.M. Bidjanbek“, Orangerie im Englischen Garten, München